# 3-dezoksi-D-mano-oktulozonska kiselina kinaza
3-dezoksi--mano-oktulozonska kiselina kinaza (EC 2.7.1.166, kdkA (gen), Kdo kinaza) je enzim sa sistematskim imenom ATP:(KDO)-lipid IVA 3-dezoksi-alfa-D-mano-okt-2-ulopiranoza 4-fosfotransferaza. Ovaj enzim katalizuje sledeću hemijsku reakciju
alfa-Kdo-(2->6)-lipid IVA + ATP {\displaystyle \rightleftharpoons } 4-O-fosfo-alfa-Kdo-(2->6)-lipid IVA + ADP
Ovaj enzim fosforiliše 4-OH poziciju KDO jedinice u (KDO)-lipidu IVA.

## Literatura
- Nicholas C. Price; Lewis Stevens (1999). Fundamentals of Enzymology: The Cell and Molecular Biology of Catalytic Proteins (Third изд.). USA: Oxford University Press. ISBN 019850229X.
- Eric J. Toone (2006). Advances in Enzymology and Related Areas of Molecular Biology, Protein Evolution (Volume 75 изд.). Wiley-Interscience. ISBN 0471205036.
- Branden C; Tooze J. Introduction to Protein Structure. New York, NY: Garland Publishing. ISBN 0-8153-2305-0.
- Irwin H. Segel. Enzyme Kinetics: Behavior and Analysis of Rapid Equilibrium and Steady-State Enzyme Systems (Book 44 изд.). Wiley Classics Library. ISBN 0471303097.
- William P. Jencks (1987). Catalysis in Chemistry and Enzymology. Dover Publications. ISBN 0486654605.

## Spoljašnje veze
- 3-deoxy-D-manno-octulosonic+acid+kinase на 